# برادلي باركولا
برادلي باركولا (مواليد 2 سبتمبر 2002) هو لاعب كرة قدم فرنسي يلعب في مركز الجناح لصالح نادي باريس سان جيرمان في الدوري الفرنسي، منذ صيف 2023 قادما إليه من نادي أولمبيك ليون الذي بدأ معه مسيرته الكروية. يُعرف اللاعب بأنه يتمتع بمهارات فردية عالية، ويتميز بسرعة التحرك بين الخطوط داخل الملعب.

## وصلات خارجية
- برادلي باركولا على موقع الاتحاد الأوربي (الإنجليزية)
- برادلي باركولا على موقع إي إس بي إن إف سي (الإنجليزية)
- برادلي باركولا على موقع قاعدة بيانات كرة القدم.إي يو (الإنجليزية)
- برادلي باركولا على موقع ليكيب (الفرنسية)
- برادلي باركولا على موقع ناشيونال فوتبول تيمز (الإنجليزية)
- برادلي باركولا على موقع Soccerbase.com (لاعب) (الإنجليزية)
- برادلي باركولا على موقع Soccerway.com (الإنجليزية)
- برادلي باركولا على موقع عالم كرة القدم.نت (الإنجليزية)
- برادلي باركولا على موقع AS.com (الإسبانية)